# نباض ثنائي

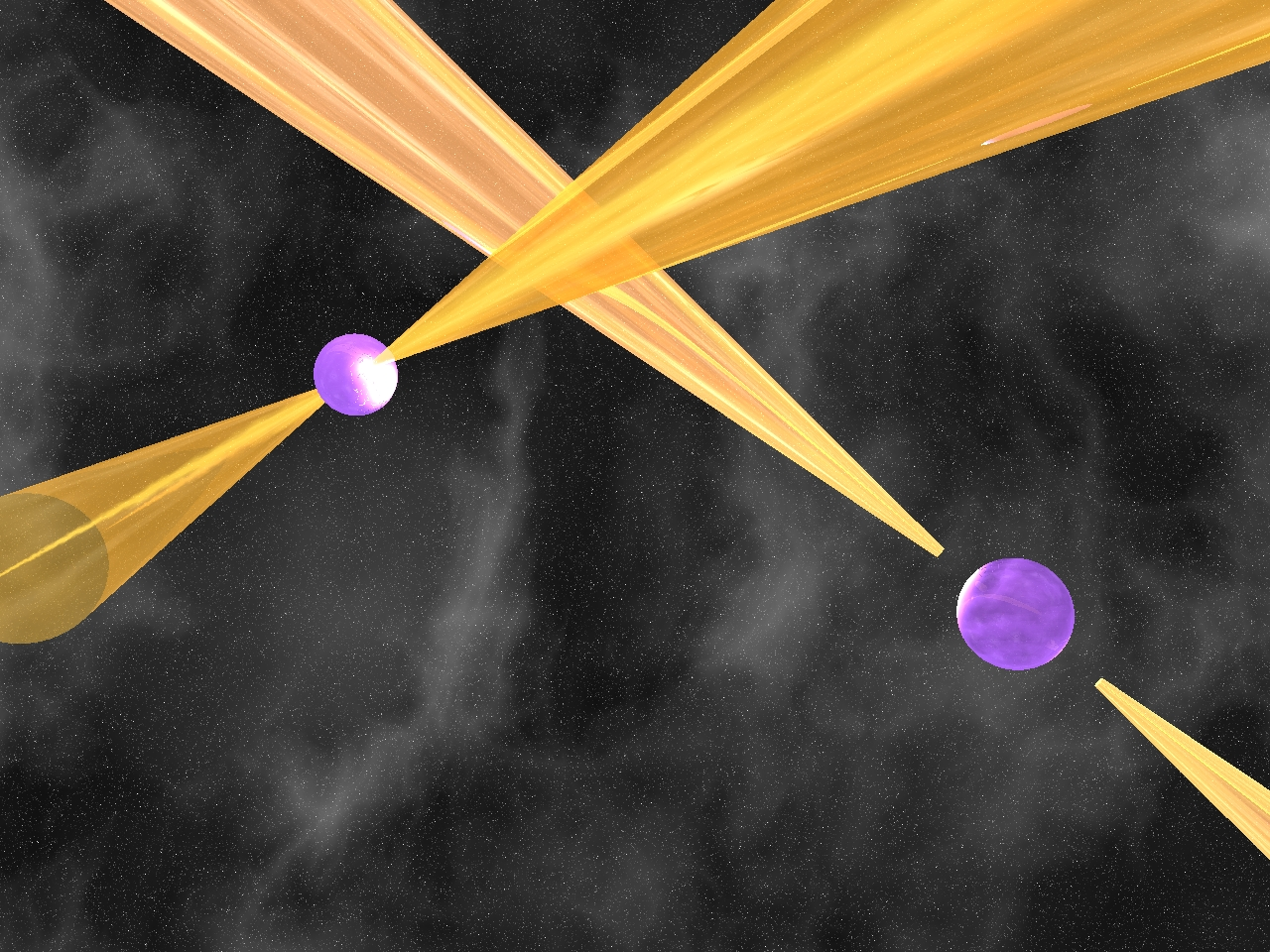
انطباع فنان لنابض ثنائي

النباض ثنائي أو النابض الثنائي هو نجم نباض مع رفيق ثنائي، غالبا مايكون قزم أبيض أو نجم نيوتروني. (في حالة واحدة على الأقل، المزدوج النابض PSR J0737-3039، النجم النيوتروني الرفيق هو أيضا نجم نابض آخر). النجوم النابضة الثنائية هي واحدة من الأجسام القليلة التي تسمح لعلماء الفيزياء باختبار نظرية النسبية العامة بسبب حقول الجاذبية القوية في المناطق المجاورة لها. على الرغم من أن رفيق النجم النابض عادة ما يكون من الصعب أو المستحيل مراقبتة مباشرة، وجود رفيق النجم النابض يمكن استنتاجه من توقيت النبضات من النجم النابض نفسه، والتي يمكن قياسها بدقة استثنائية بواسطة المقارب الراديوية.

## اكتشافه
اكتشف العالمان الأمريكيان جوزيف تيلور وراسل هالس أول نباض ثنائي "نباض هالس-تايلور" (يسمى أيضًا "نباض ثنائي 1913+16") عام 1974 في مقراب أرسيبو الكاشوفي، ومن أجل هذا الاكتشاف حصلوا على جائزة نوبل في الفيزياء عام 1993. لاحظ هالس عندما كان يراقب النجم النابض المكتشف حديثا PSR B1913 + 16، أن معدل النبض يتغير بشكل منتظم. وخلص إلى أن النجم النابض يدور حول نجم قريب وبسرعة عالية، وأن تفاوت فترة النبض سببة تأثير دوبلر: أثناء تحرك النجم النابض نحونا، فإن النبضات تكون أكثر تواترا. وعلى العكس عند تحركة بعيدا عنا يمكن رصدة في فترة زمنية محددة. يمكن للمرء أن يتخيل هذة النبضات مثل تكتكة الساعة. التغييرات في التكتكة هي علامة على تغيرات سرعة النجوم النابضة نحونا وبعيدا عنا.
حدد هالس وتايلور أيضا أن النجوم كانت متساوية الضخامة من خلال مراقبة هذه التقلبات في النبض، وهو ما دفعهم إلى الاعتقاد أن الجسم الآخر نجم نيوتروني أيضا. ويتم الآن تعقب نبضات هذا النظام في حدود 15 ميكروثانية.